# Giorgi Shashiashvili
Giorgi Shashiashvili (in georgiano გიორგი შაშიაშვილი?; 1º settembre 1979) è un ex calciatore georgiano, di ruolo difensore.

## Carriera
Nella fase di qualificazione all'Europeo 2008 segna il suo gol più importante, e anche l'unico in nazionale, contro l'Italia che vale l'1-1. La partita finirà poi 3-1 in favore degli Azzurri.

## Palmarès

### Club

#### Competizioni nazionali
- Campionato georgiano: 6

Dinamo Tbilisi: 1996-1997, 1997-1998, 1998-1999, 2002-2003, 2004-2005, 2013-2014
- Coppa di Georgia: 4

Dinamo Tbilisi: 1996-1997, 2002-2003, 2003-2004, 2013-2014

#### Competizioni internazionali
- Coppa dei Campioni della CSI: 1

Dinamo Tbilisi: 2004